# Obaga de Saviner
L'Obaga de Saviner, és una obaga del terme municipal de Conca de Dalt, al Pallars Jussà, a l'antic terme de Toralla i Serradell, en territori del poble d'Erinyà, però a prop del de Toralla.
Està situada al sud-oest d'Erinyà i al nord-est de Toralla, a la dreta de la vall del riu de Serradell, en el vessant nord de la muntanya de Saviner.